# Göran Johansson (Eisschnellläufer, 1941)
Göran Sven Gunnar Johansson (* 6. November 1941 in Skara) ist ein ehemaliger schwedischer Eisschnellläufer.

## Werdegang
Johansson, der für den Telge SK aus Södertälje startete, nahm von 1957 bis 1972 an nationalen Wettbewerben teil. Dabei erreichte er in den Jahren 1966, 1960, 1970, 1971 und 1972 mit dem vierten Platz sein bestes Ergebnis bei schwedischen Mehrkampfmeisterschaften. International startete er erstmals in der Saison 1961/62 beim Trofeo Alberto Nicolodi in Madonna di Campiglio und errang drei Jahre später beim Dynamo Cup in Berlin den zweiten Platz im Großen Vierkampf. Erstmals bei einer Weltmeisterschaft nahm er im Jahr 1970 in Oslo teil, wo er den 17. Platz im Großen Vierkampf errang. In der Saison 1970/71 belegte er bei der Mehrkampfeuropameisterschaft 1971 in Heerenveen den 15. Platz und bei der Mehrkampfweltmeisterschaft 1971 in Göteborg den 18. Rang im Großen Vierkampf. Nach Platz 14 im Großen Vierkampf bei der Mehrkampfeuropameisterschaft 1972 in Davos zu Beginn der Saison 1971/72, lief er in Sapporo bei seiner einzigen Teilnahme an Olympischen Winterspielen auf den 15. Platz über 1500 m. Letztmals international startete er bei der Mehrkampfweltmeisterschaft 1972 in Oslo, wo er den 19. Platz im Großen Vierkampf errang.

## Erfolge

### Olympische Spiele
- 1972 Sapporo: 15. Platz 1500 m

### Mehrkampf-Weltmeisterschaften
- 1970 Oslo: 17. Platz Großer Vierkampf
- 1971 Göteborg: 18. Platz Großer Vierkampf
- 1972 Oslo: 19. Platz Großer Vierkampf

### Mehrkampf-Europameisterschaften
- 1971 Heerenveen: 15. Platz Großer Vierkampf
- 1972 Davos: 14. Platz Großer Vierkampf

## Persönliche Bestzeiten
| Disziplin | Zeit        | Datum           | Ort      |
| --------- | ----------- | --------------- | -------- |
| 500 m     | 40,6 s      | 15. Januar 1972 | Davos    |
| 1000 m    | 1:22,6 min  | 4. März 1971    | Notodden |
| 1500 m    | 2:03,5 min  | 16. Januar 1971 | Inzell   |
| 3000 m    | 4:25,0 min  | 16. Januar 1971 | Inzell   |
| 5000 m    | 7:37,1 min  | 13. März 1971   | Inzell   |
| 10.000 m  | 15:59,3 min | 13. März 1971   | Inzell   |